# Ayresome Park
Az Ayresome Park egy labdarúgó-stadion volt Middlesbroughban, Angliában, ami a Middlesbrough FC otthona volt 1903 és 1995 között. Az 1966-os labdarúgó-világbajnokság egyik helyszíneként szolgált. Befogadóképessége 26 667 fő számára volt biztosított.

## Története
Az Ayresome Parkot 1902. szeptember 9-én nyitották meg a nyilvánosság előtt egy Middlesbrough FC–Celtic barátságos mérkőzés alkalmával. A látogatottsági rekord 53802 néző volt 1949. december 27-én, a Middlesbrough FC és a Newcastle United mérkőzésén. Az 1966-os világbajnokságon három csoportmérkőzésnek adott otthont. A tornára 4000 ülőhellyel bővítették a befogadóképességet. A stadion 1995-ben zárta be kapuit és 1997 lebontották. Az utolsó mérkőzést 1995. április 30-án rendezték az ekkor másodosztályú Middlesborough a Luton Town együttesét fogadta és 2–1 arányban győzött, amivel feljutott a Premier League-be. A Middlesbrough FC új otthona a Riverside Stadion lett.

## Események

### 1966-os világbajnokság
| Dátum       | Időpont UTC+1 | Pályaválasztó | Eredmény | Vendég      | Forduló    | Nézők |
| ----------- | ------------- | ------------- | -------- | ----------- | ---------- | ----- |
| 1966.07.12. | 19.30         | Szovjetunió   | 3–0      | Észak-Korea | 4. csoport | 22568 |
| 1966.07.15. | 19.30         | Chile         | 1–1      | Észak-Korea | 4. csoport | 15887 |
| 1966.07.19. | 19.30         | Észak-Korea   | 1–0      | Olaszország | 4. csoport | 18727 |